# 十十虫は夢を見る
『十十虫は夢を見る』（てんとうむしはゆめをみる）は、幹本ヤエによる日本の漫画。『ミステリーボニータ』（秋田書店）にて、2010年（平成22年）4月号から2018年（平成30年）8月号まで連載された。単行本は「ボニータ・コミックスα」から全10巻が刊行。2012年に『もっと!』（同社刊）に短編「打ち水の女」が掲載され、単行本第4巻に収録された。

## あらすじ
時は昭和4年（1929年）、東京市本郷區の喫茶『十十虫（てんとうむし）』は、他人の夢に入り『お告げ』をする白皙の旧制高校生・高月英兒に会おうと訪れる客で賑わう。新米の怪力ウェイトレス・叶美和子と共に、高月は様々な事件に遭遇しては解決する。最初は喧嘩ばかりだった二人も次第に距離が近づいていくが、高名な道場の一人娘である美和子と異母兄からの干渉を受ける高月の間には結婚への障害がある。二人が選んだ選択とは。

## 登場人物
高月英兒（たかつき えいじ）
本作の主人公。『十十虫』の常連客で、他人の夢の中に侵入し『お告げ』をする男子高校生。ただし、本人は夢の中の出来事の記憶がない。不真面目でサボり魔。苦手なモノは蛙。母は元芸者で妾腹の出という生い立ちに苦しむこともある。高月の通う高校は本郷にあった第一高等学校がモデル。
叶美和子（かのう みわこ）
喫茶『十十虫』のウェイトレス。叶道場の一人娘で幼い頃から柔道家の父に鍛えられており、考えるよりもまず先に体が動いてしまう性格。悪漢だけでなく勘違いで投げ飛ばしてしまうなど、暴力沙汰におよんでしまうことが多々ある。モガ（モダンガール）に憧れる着物少女だが、洋服を着るどころか買う勇気も持てないでいる。鍛えられて他の女性より筋肉が発達しており、ちょっぴり二の腕の太さを気にしている。
店長
『十十虫』の店長。本名は「一之瀬光（いちのせ みつ）」。高月と美和子の仲の進展を願い、夢に纏わる相談事のためと称しては2人のデートを画策する。サナトリウムで看護婦をしていたとき黒河名男爵と恋仲になった過去が判明する。
津吹一雄（つぶき かずお）
八研調査會の調査員。第5回（『ミステリーボニータ』2010年12月号）初登場。上野支部勤務。幾度か高月が夢の中に現れたらしい。女性に優しく高月に厳しい。百彌とは彼がバーテンを務める店の常連客として通っていたのが縁である。新設された仙台支部の支部長に任命される。
伊東百彌（いとう ももや）
津吹の同僚。本人は嫌がっているが愛称は「モモ」。第5回（『ミステリーボニータ』2010年12月号）初登場。東北の貧しい農家に生を受けて9歳の時に口減らしに東京に奉公に出されるが、その奉公先の染物屋が震災で潰れてしまう。その後は昼は土木工事、夜はバーテンダーで生計を立てていた。仕込み杖を凶器とする復讐劇に遭遇した後、学歴を問わない八研に津吹と共に就職した。
橋が好き。「思ひ出橋のたもとにて」で橋を眺めて休日を過ごしていたところ、モガの洋装を買おうか迷う美和子に遭遇し、高月のお告げで自分たちを捜していた洋食屋「卯木亭」の夫婦のトラブルを解決した。
能見静香（のうみ しずか）
高月の同級生。風紀点検委員（フーテン）で、趣味は洋裁。年上の女性ゆりといい関係である。初登場は第3回（『ミステリーボニータ』2010年8月号）。
無藤蕾花（らいか）
高月の「従妹」の女性。高月より2ヵ月年下である。女学校の高等科に通う。女学生らしくない容姿と言動で、下級生を虜にしている。後に美和子は高月の口から、本当は蕾花とは「従妹」ではなく、本妻の娘である異母妹だと聞かされる。第13回（ミステリーボニータ2012年3月号）初登場。
八研調査會の葉室に恋に落ちるが、兄・瑛一に似ているからと八研の葉室にフラれてしまう。しかし、葉室を諦める気は無いようである。
無藤瑛一（えいいち）
蕾花の9つ上の兄。大阪在住。銀行員。アパートで一人暮らし。東京商科大学（現「一橋大学」）の出身。英兒を猫可愛がりし、彼にお願いされると絶対に聞く。大阪の警官の拳銃自殺に纏わる「夜の蝶と蜘蛛の糸」では店で美和子と遭遇し、バスのことを手紙で教えて、英兒が事件の元凶である女給の嘘に気づくきっかけになった。第25回（『ミステリーボニータ』2014年4月号）初登場。
英兒に花嫁候補の女性を用意し、いずれ本家に籍を移して「無藤英兒」とした上で父親の経営する会社の一つを任せるつもりでおり、美和子には別れるよう告げる。実は心臓が悪いため、自身の代わりに父親の会社を継いで貰う存在として英兒の籍を本家に移したいと考えていた。
川嶌深雪（かわしま みゆき）
気鋭の女性作家。コミックス4巻収録の第20回に登場。
白澤カンナ（しろさわ カンナ）
関西弁を話す13歳の少女。瑛一が用意した英兒の花嫁候補。瑛一の融資先の会社の社長令嬢。文通相手の諏訪根自子がヴァイオリニストとして大成すると見込み、プロデュースしており、美和子にすでにパトロンをしていることに驚かれる。

## 用語
十十虫（てんとうむし）
東京市の喫茶店。高月が無意識下で人助けの『お告げ』をする夢の中で、ここも出てくるので『お告げ』をされた人々は高月に会うべく訪れる。
八研調査會（やっけんちょうさかい）
八研財閥が設立した機関。主に八研本部からの委託調査だが、一般からの依頼にも応える。警護・失せ物探し・逃亡した債権者の確保等々、業務は多岐にわたる。要するに何でも屋である。
上野支部の建物は、昭和3年頃の川越商工会議所（旧武州銀行川越支店）がモデル。

## 書誌情報
- 幹本ヤエ 『十十虫は夢を見る』 秋田書店〈ボニータコミックスα〉、全10巻
  1. 2012年1月16日発売、ISBN 978-4-253-26182-1
  2. 2012年5月16日発売、ISBN 978-4-253-26183-8
  3. 2012年9月14日発売、ISBN 978-4-253-26184-5
  4. 2013年6月14日発売、ISBN 978-4-253-26185-2
  5. 2014年6月16日発売、ISBN 978-4-253-26186-9
  6. 2015年3月16日発売、ISBN 978-4-253-26187-6
  7. 2015年12月16日発売、ISBN 978-4-253-26188-3
  8. 2016年10月14日発売、ISBN 978-4-253-26189-0
  9. 2017年7月14日発売、ISBN 978-4-253-26190-6
  10. 2018年9月14日発売、ISBN 978-4-253-26191-3